# Carmen Miranda
Carmen Miranda (Várzea da Ovelha e Aliviada, Portugália, 1909. február 9. – Beverly Hills, USA, 1955. augusztus 5.) portugál születésű brazil énekesnő, táncosnő, szupersztár, fénykorában a brazil szexbomba.
Még gyerek volt, amikor a család Brazíliába költözött. Felnőve először egy butikban dolgozott kalapkészítőként. Énekelgetett és hamarosan felfedezték. Kisvártatva munkát kapott a Rio de Janeiró-i rádióban. Az 1920-as évek második felében már a brazil lemezipar szupersztárja volt, majd filmre is került. Gyorsan eljutott New Yorkba, és hamarosan a Broadwayen énekelt, táncolt.
Tizennégy filmben játszott Hollywoodban. Az ötvenes években rászokott az amfetaminra és különböző altatókra. 1955. augusztus 4-én szívrohamot kapott egy élő tévéműsorban. Hazament, de otthon az újabb rohamok végeztek vele.

Bud Abbott és Lou Costello között, „The Streets of Paris”, 1939

## Filmjei
- 1935 – Alô, Alô, Brasil
- 1935 – Estudantes
- 1936 – Hello, Hello, Carnival!
- 1939 – Banana da Terra
- 1940 – Laranja–da–China
- 1940 – Down Argentine Way
- 1941 – That Night in Rio
- 1941 – Week–End in Havana
- 1941 – Meet the Stars
- 1942 – Springtime in the Rockies
- 1943 – The Gang's All Here
- 1944 – Greenwich Village
- 1944 – Something for the Boys
- 1944 – Four Jills in a Jeep
- 1945 – The All–Star Bond Rally
- 1945 – Doll Face
- 1946 – If I'm Lucky
- 1947 – Copacabana
- 1947 – Slick Hare
- 1948 – A Date with Judy
- 1949 – The Ed Wynn Show
- 1950 – Nancy Goes to Rio
- 1951 – Don McNeill's TV Club
- 1951 – What's My Line?
- 1953 – Scared Stiff
- 1953 – Toast of the Town
- 1955 – The Jimmy Durante Show

## Lemezei
- Discogs